# Yacine Adli
Yacine Zinédine Adli (Vitry-sur-Seine, 29 luglio 2000) è un calciatore francese, centrocampista del Milan Futuro.

## Biografia
Nato da genitori di origine algerina e cresciuto nel sobborgo parigino di Villejuif, ha una sorella e due fratelli.
Prima di iniziare a giocare a calcio, ha praticato anche diverse altre discipline sportive, fra cui il judo e il nuoto. È anche un giocatore frequente di scacchi e suona pianoforte e violino.
Nel 2019, ha fondato un'associazione a suo nome, il cui scopo primario è aiutare i ragazzi della sua città natale a raggiungere un grado di istruzione e delle condizioni di vita migliori.

## Caratteristiche tecniche
Centrocampista molto duttile, può essere impiegato in tutti i ruoli del fronte offensivo dietro la punta centrale o, eventualmente, anche da regista e da mezzala; inizialmente schierato da trequartista, è stato poi arretrato al ruolo di regista davanti alla difesa durante il suo periodo al Milan. Alla Fiorentina invece, Raffaele Palladino lo ha schierato in un centrocampo a 2 sempre con compiti prevalentemente di regia, dando ottimi risultati. Elegante e intelligente dal punto di vista tattico, è dotato di buon dribbling e visione di gioco.
È stato paragonato a Paul Pogba, ma ha dichiarato di ispirarsi a Zinédine Zidane e Roberto Baggio.

## Carriera

### Club

#### Inizi PSG
Cresciuto nel settore giovanile del Paris Saint-Germain, Adli ha esordito in prima squadra il 19 maggio 2018, disputando l'incontro di Ligue 1 pareggiato 0-0 contro il Caen.

#### Bordeaux
Il 31 gennaio 2019, il centrocampista viene acquistato a titolo definitivo (per 5,5 milioni di euro) dal Bordeaux, con cui firma un contratto valido per quattro anni e mezzo.
Il 31 agosto 2021, viene acquistato a titolo definitivo dal Milan, che lo lascia in prestito al Bordeaux per un altro anno. Nell'ultima stagione in maglia girondina Adli è titolare e risulta uno dei membri migliori della squadra per rendimento, mettendo a referto 36 presenze, un gol e otto assist lungo il campionato di Ligue 1: tuttavia, le sue prestazioni non sono sufficienti a evitare la retrocessione in Ligue 2 del Bordeaux, che chiude all'ultimo posto della classifica.

#### Milan
A fine prestito, Adli fa ritorno ai rossoneri, con cui esordisce in Serie A il 27 agosto 2022, nel successo per 2-0 contro il Bologna. Dopo essere rimasto ai margini della rosa rossonera nella sua prima stagione a Milano, nell'annata successiva viene schierato come regista nel nuovo assetto a tre centrocampisti ideato dal tecnico Stefano Pioli, vedendo progressivamente aumentare il proprio minutaggio, così come il rendimento, complice anche la partenza di Rade Krunić. Il 14 gennaio 2024, segna anche la sua prima rete in Serie A, aprendo le marcature nel successo per 3-1 contro la Roma.

#### Fiorentina
Il 28 agosto 2024 viene acquistato dalla Fiorentina con la formula del prestito con diritto di riscatto. Per il prestito la Fiorentina dovrà versare 1.5 milioni, mentre il diritto di riscatto è fissato a 10.5 milioni. Esordisce con i viola nel secondo tempo della partita col Monza del 1ºsettembre, subentrando a Danilo Cataldi. Il 3 ottobre segna la sua prima rete in maglia viola, nell'esordio in Conference League, aprendo le marcature nel successo per 2-0 contro i gallesi del The New Saints. Tre giorni dopo si ripete anche in campionato, siglando il gol del vantaggio proprio contro il Milan, nella partita poi vinta per 2-1.

#### Rientro al Milan e Milan Futuro
Dopo il prestito di Firenze, Adli rientra a Milanello; tuttavia, nel ritiro dei rossoneri, non riesce a convincere il nuovo tecnico del Milan, Massimiliano Allegri; quindi, non rientrante nei piani della squadra, viene aggregato al Milan Futuro, in Serie D.

## Statistiche

### Presenze e reti nei club
Statistiche aggiornate al 26 gennaio 2025.
| Stagione                   | Squadra                    | Campionato                 | Campionato | Campionato | Coppe nazionali | Coppe nazionali | Coppe nazionali | Coppe continentali | Coppe continentali | Coppe continentali | Altre coppe | Altre coppe | Altre coppe | Totale | Totale | Totale |
| Stagione                   | Squadra                    | Comp                       | Pres       | Reti       | Comp            | Pres            | Reti            | Comp               | Pres               | Reti               | Comp        | Pres        | Reti        | Pres   | Reti   |        |
| -------------------------- | -------------------------- | -------------------------- | ---------- | ---------- | --------------- | --------------- | --------------- | ------------------ | ------------------ | ------------------ | ----------- | ----------- | ----------- | ------ | ------ | ------ |
| 2017-2018                  | Paris Saint-Germain        | L1                         | 1          | 0          | CF+CdL          | 0               | 0               | UCL                | 0                  | 0                  | SF          | 0           | 0           | 1      | 0      |        |
| 2018-gen. 2019             | Paris Saint-Germain        | L1                         | 0          | 0          | CF+CdL          | 0               | 0               | UCL                | 0                  | 0                  | SF          | 0           | 0           | 0      | 0      |        |
| Totale Paris Saint-Germain | Totale Paris Saint-Germain | Totale Paris Saint-Germain | 1          | 0          |                 | 0               | 0               |                    | 0                  | 0                  |             | 0           | 0           | 1      | 0      |        |
| gen.-giu. 2019             | Bordeaux                   | L1                         | 7          | 0          | CF+CdL          | 0               | 0               | -                  | -                  | -                  | -           | -           | -           | 7      | 0      |        |
| 2019-2020                  | Bordeaux                   | L1                         | 21         | 3          | CF+CdL          | 2+2             | 0               | -                  | -                  | -                  | -           | -           | -           | 25     | 3      |        |
| 2020-2021                  | Bordeaux                   | L1                         | 35         | 2          | CF              | 1               | 0               | -                  | -                  | -                  | -           | -           | -           | 36     | 2      |        |
| 2021-2022                  | Bordeaux                   | L1                         | 36         | 1          | CF              | 0               | 0               | -                  | -                  | -                  | -           | -           | -           | 36     | 1      |        |
| Totale Bordeaux            | Totale Bordeaux            | Totale Bordeaux            | 99         | 6          |                 | 5               | 0               |                    | -                  | -                  |             | -           | -           | 104    | 6      |        |
| 2022-2023                  | Milan                      | A                          | 6          | 0          | CI              | 0               | 0               | UCL                | -                  | -                  | SI          | 0           | 0           | 6      | 0      |        |
| 2023-2024                  | Milan                      | A                          | 24         | 1          | CI              | 2               | 0               | UCL+UEL            | 3+4                | 0                  | -           | -           | -           | 33     | 1      |        |
| Totale Milan               | Totale Milan               | Totale Milan               | 30         | 1          |                 | 2               | 0               |                    | 7                  | 0                  |             | 0           | 0           | 39     | 1      |        |
| 2024-2025                  | Fiorentina                 | A                          | 24         | 4          | CI              | 0               | 0               | UECL               | 4                  | 1                  | -           | -           | -           | 28     | 5      |        |
| Totale carriera            | Totale carriera            | Totale carriera            | 150        | 10         |                 | 7               | 0               |                    | 14                 | 1                  |             | 0           | 0           | 171    | 11     |        |

## Palmarès

### Club
- Campionato francese: 1

Paris Saint-Germain: 2017-2018
- Supercoppa francese: 1

Paris Saint-Germain: 2018
- Coppa di Lega francese: 1

Paris Saint-Germain: 2017-2018
- Coppa di Francia: 1

Paris Saint-Germain: 2017-2018